# Matías Nieto y Serrano
Matías Nieto y Serrano (Palencia, 24 de febrero de 1813-Madrid, 3 de julio de 1902), marqués de Guadalerzas, fue un médico y filósofo español, académico de número, presidente de la Real Academia Nacional de Medicina y senador por la misma.

## Biografía
Nacido en Palencia el 24 de febrero de 1813, comenzó su carrera como médico militar, retirándose después de la guerra de África y dedicándose en adelante a estudios médicos, filosóficos y literarios. Socio desde 1836 del Ateneo Científico y Literario y Artístico de Madrid, fue colaborador en el Semanario de Medicina de Madrid (1841-1842) y fundador de la Gaceta Médica (1845-1853) y de El Siglo Médico, así como director de estas publicaciones. Fue miembro del Consejo de Instrucción pública y de la Comisaría Regia del Colegio de Sordomudos y Ciegos, además de ostentar la presidencia de la Asociación de la Prensa Médica, entre otras organizaciones.
Fue autor de obras como Tratado de apósitos y vendaje, Ensayo de medicina general (1860), La reforma médica (1863), Bosquejo de la ciencia viviente: ensayo de enciclopedia filosófica (1867), Elementos de patología general (1869), La libertad moral (1869), La naturaleza, el espíritu y el hombre. Programa de enciclopedia filosófica (1877), Filosofía de la naturaleza (1884), Simbolismo geométrico de la vida (1894), Historia crítica de los sistemas filosóficos (1897-1898), entre otras. En la formación de su pensamiento filosófico tuvo influencia el francés Charles Renouvier.
Nombrado académico de número de la Real Academia Nacional de Medicina y más adelante presidente de esta, fue condecorado con la gran cruz de María Victoria y de Isabel la Católica. También fue miembro de la Sociedad Antropológica Española. En 1893 se le otorgó el título de marqués de Guadalerzas. Falleció el 3 de julio de 1902 en Madrid y recibió sepultura en el cementerio de la Sacramental de San Justo.